# Włodzimiera
Włodzimiera (dawn. Włodzimiery) – osada w Polsce położona w województwie wielkopolskim, w powiecie konińskim, w gminie Skulsk.
W latach 1973-1976 w gminie Wierzbinek (od 1973 do 31 maja 1975 w powiecie radziejowskim). 1 stycznia 1977 (jako część sołectwa Goplana) włączona do gminy Skulsk.
W latach 1975–1998 miejscowość administracyjnie należała do województwa konińskiego.